# 奈澤維奇岩
奈澤維奇岩（英語：Knezevich Rock）是南極洲的岩石，位於瑪麗伯德地，處於塔卡黑火山北坡的克勞森冰川終點東面，美國地質調查局根據測量和該國海軍的空中照片繪入地圖，現時由南極條約體系管理。